# Morgan Motor Company
Morgan Motor Company Ltd. es una empresa de automóviles británica. Fundada en 1909 por HFS Morgan y dirigida por él hasta 1959. Su hijo, Peter Morgan, dirigió la empresa hasta unos años antes de su muerte en 2003.
Morgan tiene su sede en Malvern Link, Worcestershire, y emplea a 163 personas. Todos los coches son ensamblados a mano. La producción anual es de 650 unidades que se distribuyen para todo el mundo. La lista de espera para un automóvil es aproximadamente de 1 a 2 años, habiendo llegado a los 10 años en el pasado.

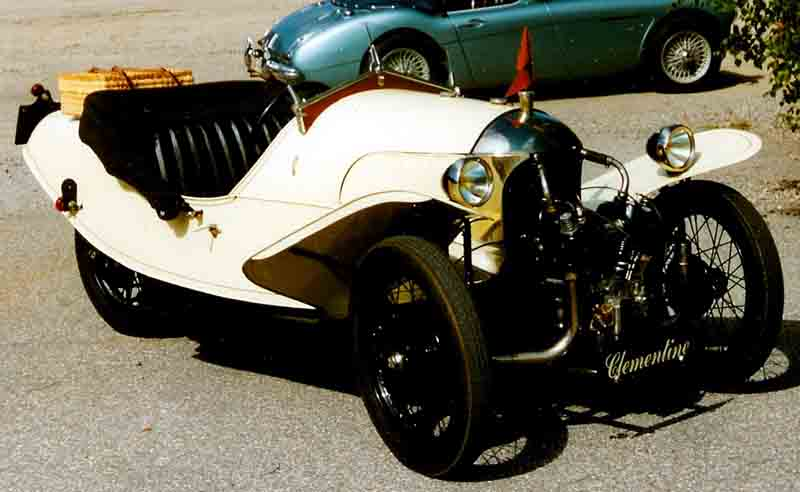
1926 Morgan Aero

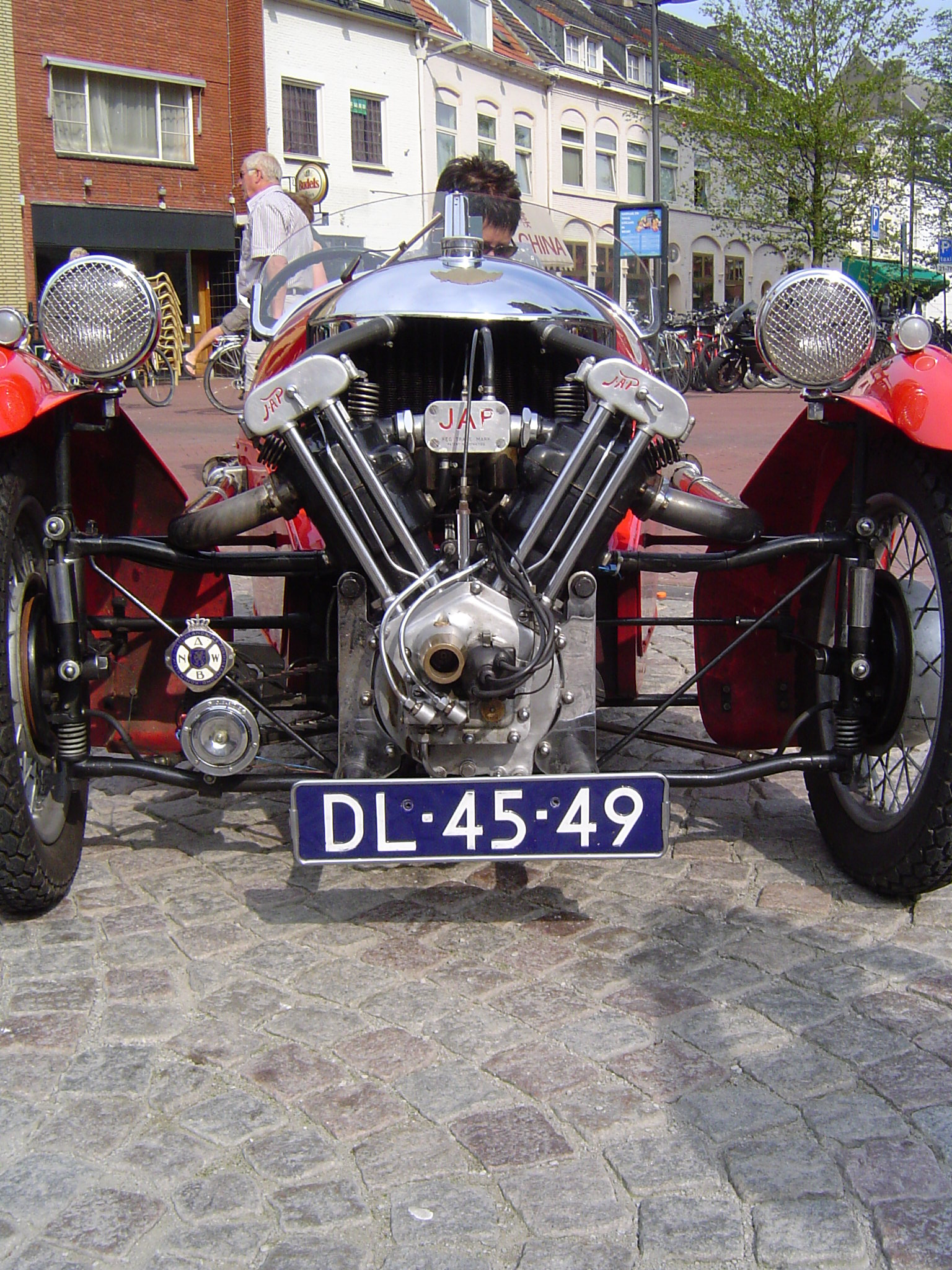
1934 Morgan Super Sport

## Modelos Históricos
En 1909 HFS Morgan fabrica su primer prototipo. A un ligero chasis tubular de 3 ruedas, le añade un motor bicilíndrico de origen Peugeot de 7hp, y un solo asiento. Nace así el primer Morgan Runabaout.  No puede vender este proyecto a los fabricantes de la época, pero viendo las grandes ventajas de su diseño sencillo pero muy fiable decide abrir su propia fábrica.
Los «Three Wheelers»: El primer coche fabricado por la Morgan Motor Company (MMC) fue expuesto en el Olympia Motor Show de Londres. Fueron dos unidades de 3 ruedas, una con un motor bicilíndrico de 8hp y la otra un monocilíndrico de 4hp. Ya instalaban la muy afamada suspensión delantera de columna deslizante (diseñada por su amigo Sir John Black – quien más tarde se convirtió en el Director Gerente de la Standard Triumph Car Company – y patentada por HFS Morgan).
La gama «Three Wheelers» se completó con versiones familiares de 4 plazas, deportivos, y utilitarios (comerciales), siendo muy populares y con un gran éxito de ventas debido a su bajo precio (apenas pagaban impuestos). La producción de estas unidades continuó hasta la mitad de la década de los 50 aunque ya de forma prácticamente simbólica, en 1936 se presentó el nuevo modelo «4–4» que con 4 ruedas y motores de 4 cilindros sustituirían a los «Three Wheelers».

### Galería de históricos

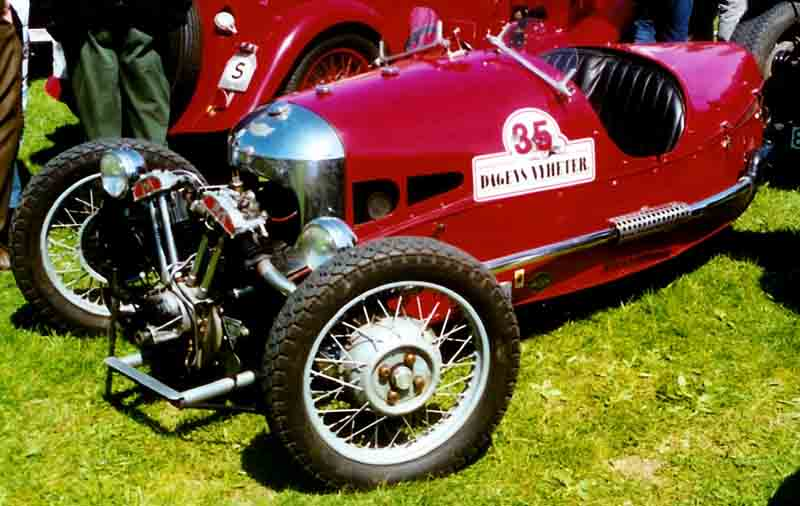
1935 Morgan three wheeler Super Sports dos plazas

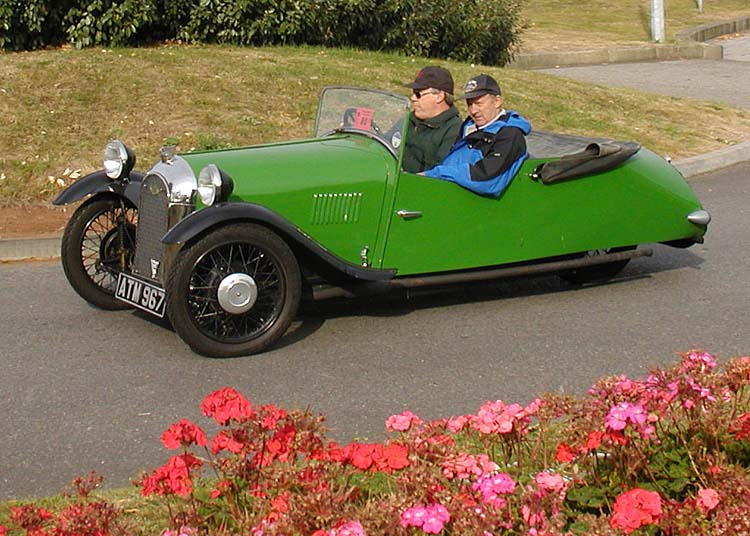
1936 Morgan F4 Open Tourer

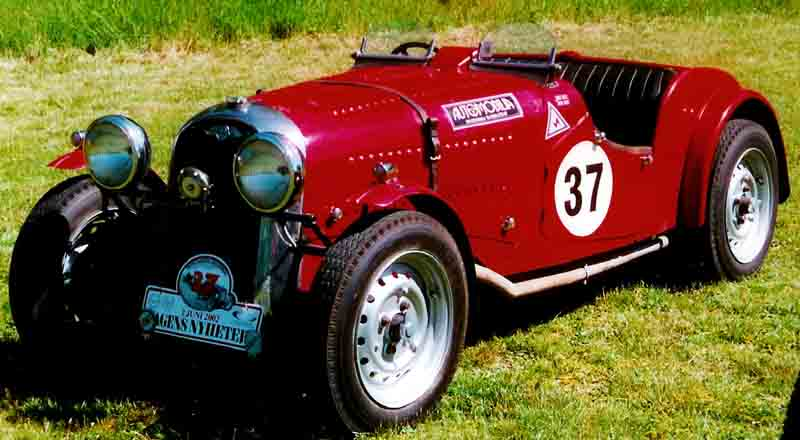
1938 Morgan 4–4 Special Sports dos plazas Serie I

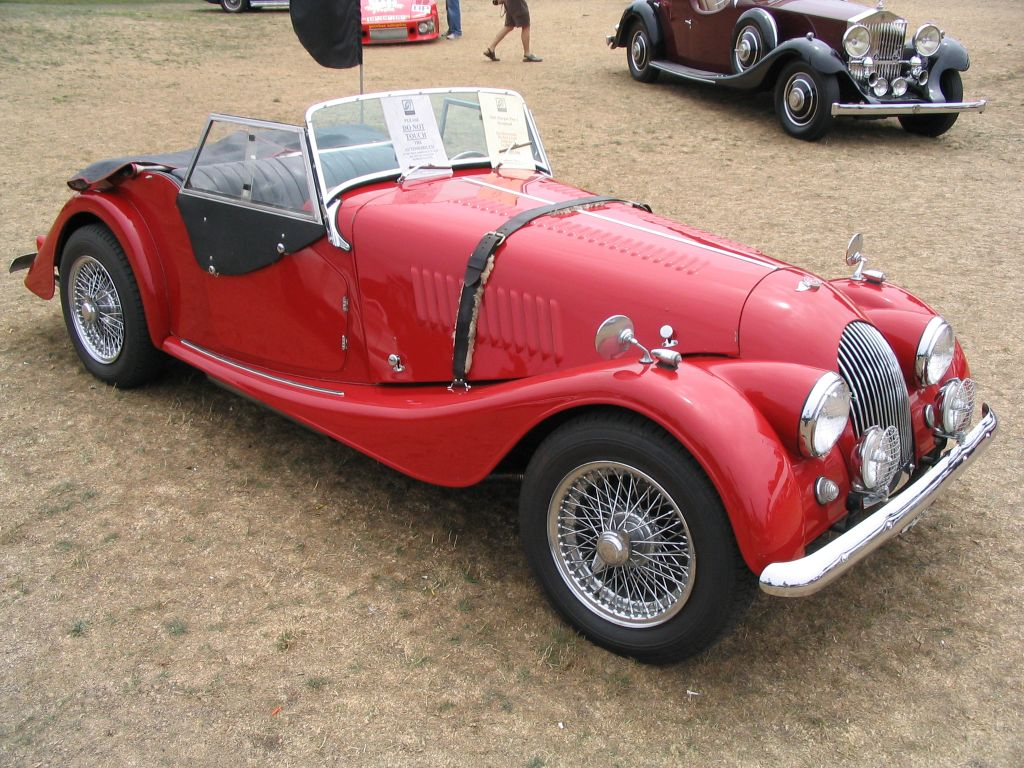
1963 Morgan Plus), similar al actual

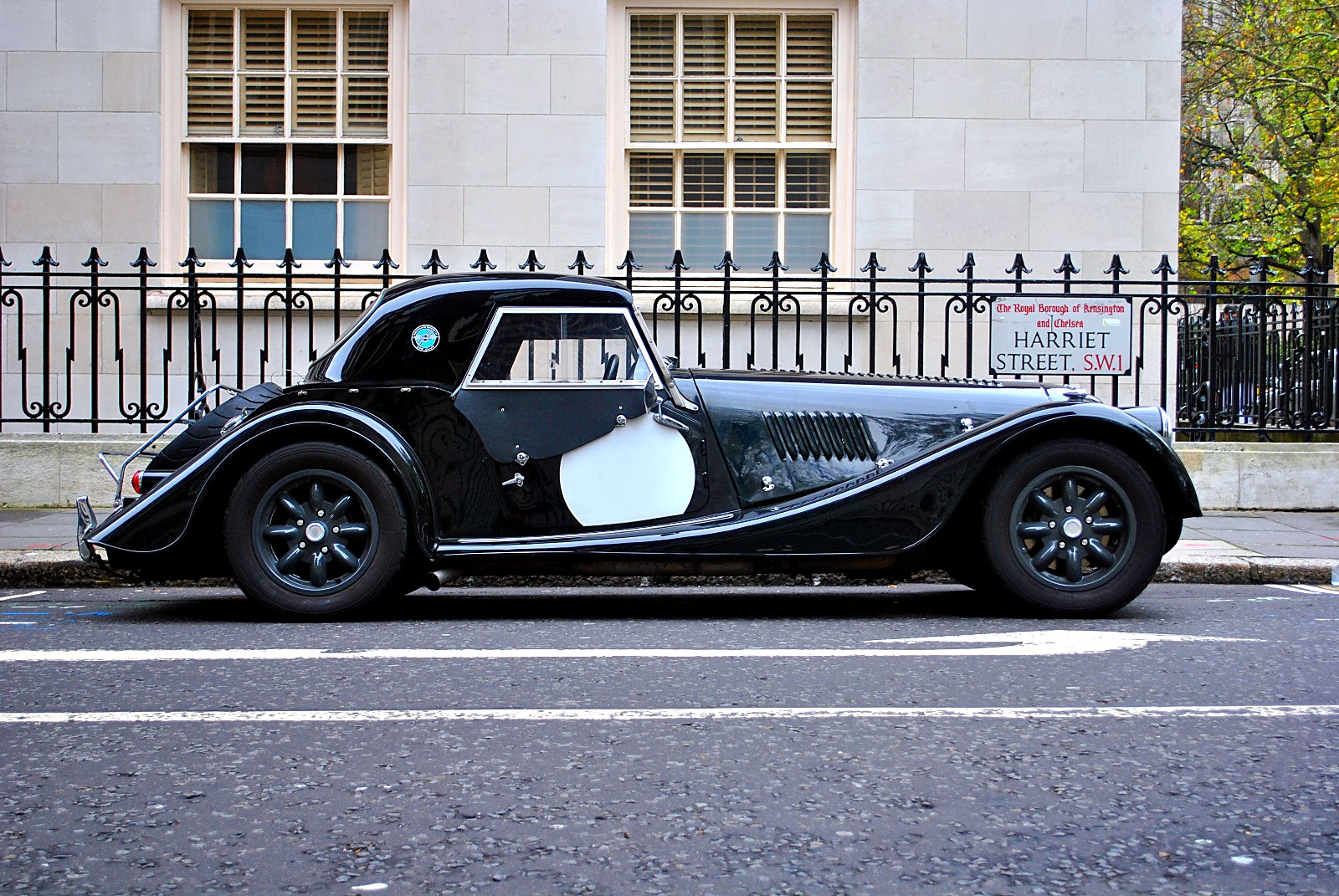
Morgan Plus 8 (1968-2004)

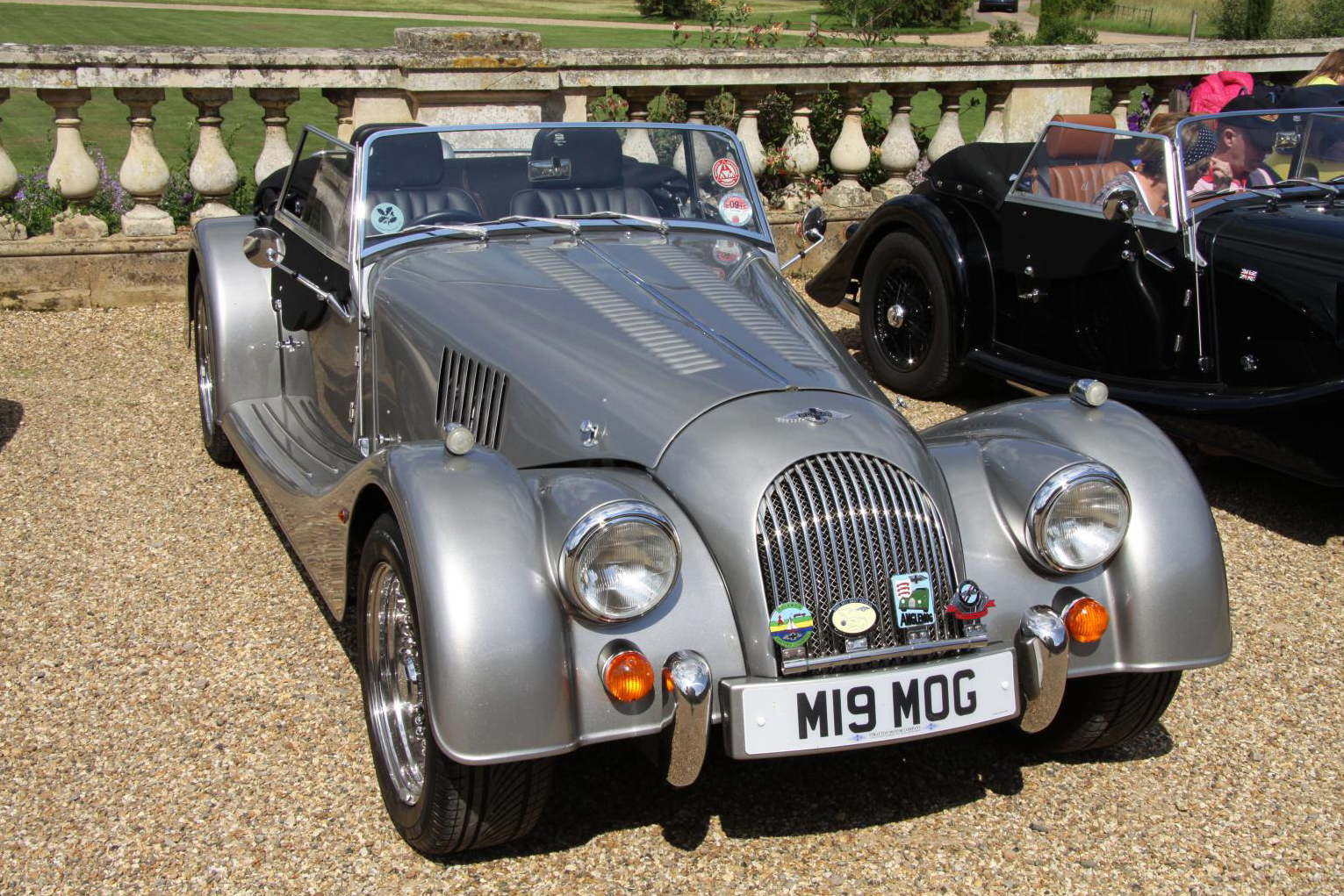
Morgan, un clásico contemporáneo

1928 - 1937 Morgan Super Sports Aero

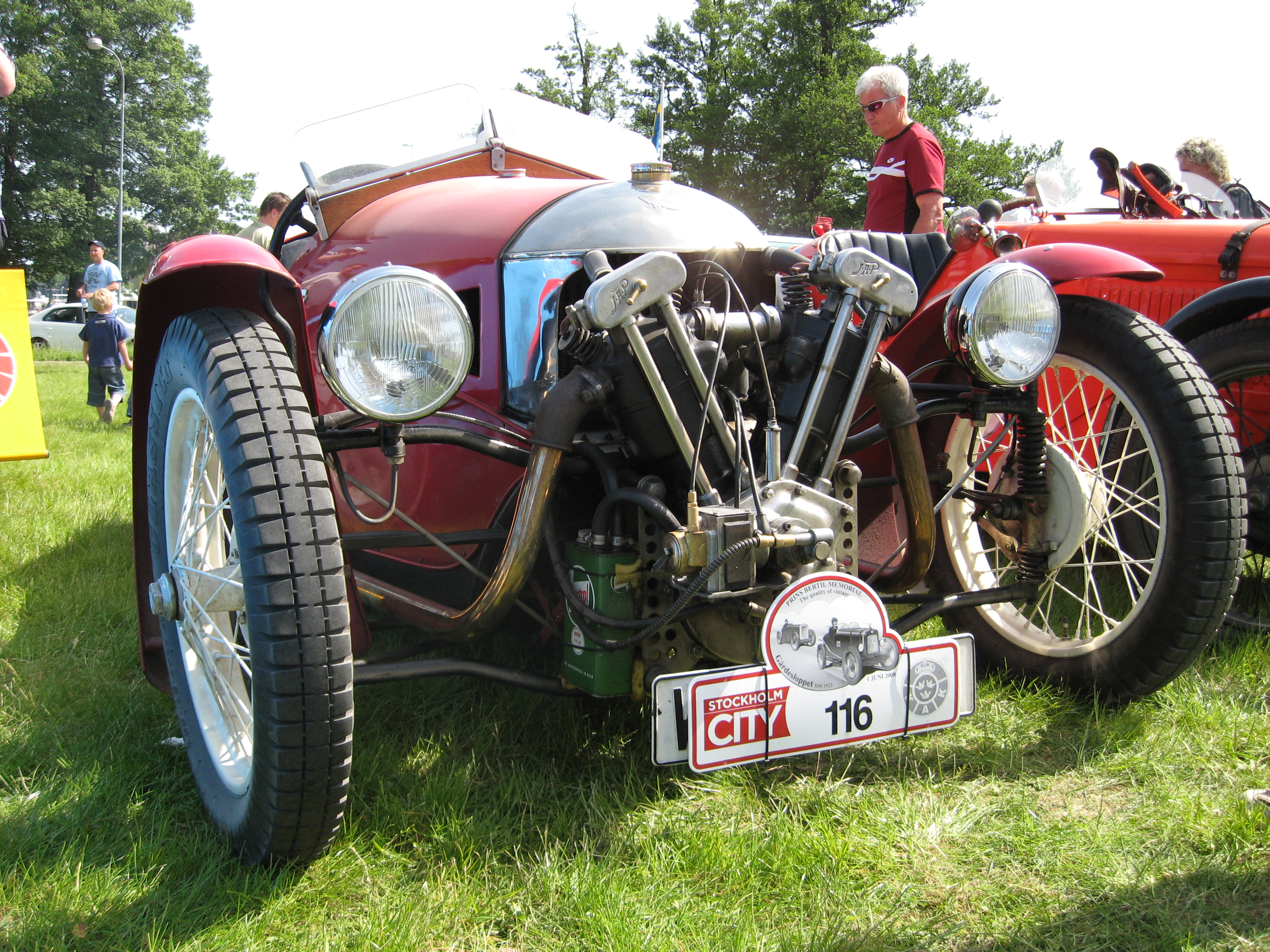
1930
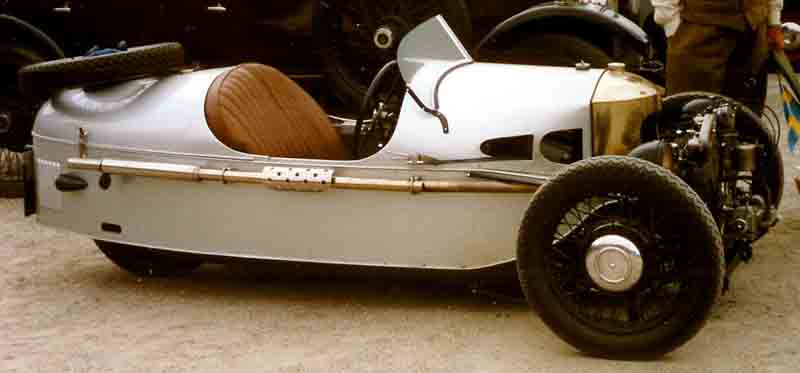
1931
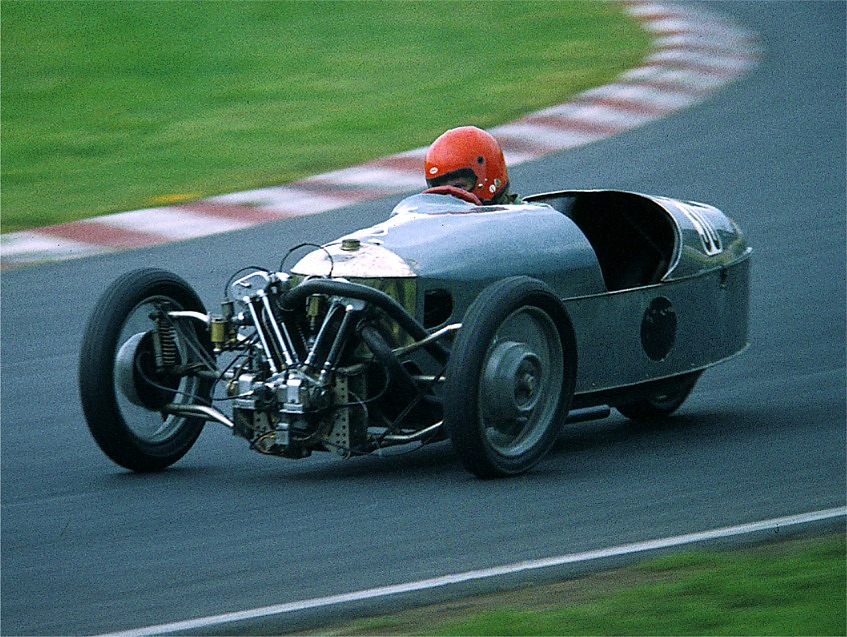
1932
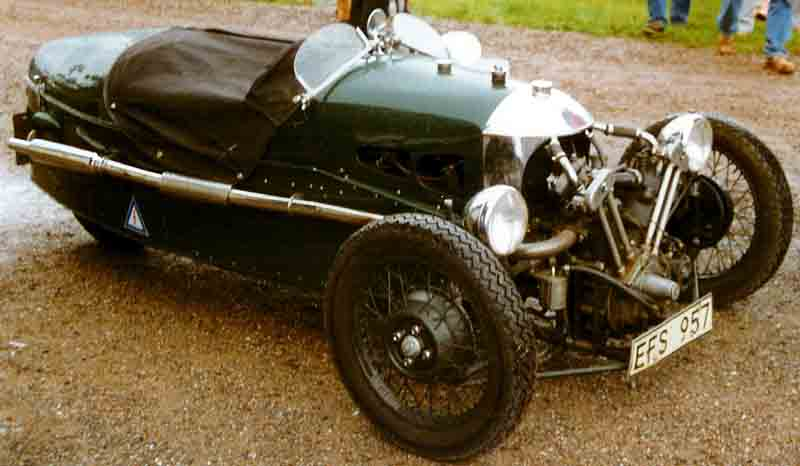
1934
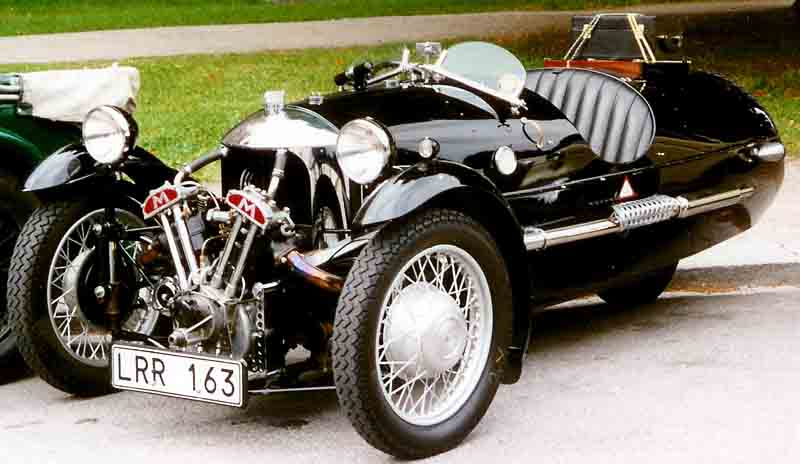
1937

## Cronología de los modelos Morgan
Fuentes:
- 1910: Aunque el primer Morgan de cuatro ruedas fuera introducido en 1936, el primer Morgan jamás producido en forma de prototipo en 1909 utilizando un motor Peugeot bicilíndrico de 7 hp enfriado por aire. Dos versiones de una plaza fueron exhibidas en 1910 en el Olympia Exhibition Centre con motores J. A. P. motores, uno 8 hp gemelo y otro 4 hp sencillo.

- 1928 Se introduce un modelo deportivo de tres ruedas, el Morgan Super Sports Aero con motorización exclusiva de J.A.P.[6]

- 1936: Presentación del primer Cuatro Cuatro, 4/4 (es decir, cuatro-ruedas 4-cilindros), de dos y cuatro plazas con motor Coventry Climax de 1172 cc.[7] La producción de un vehículo de tres ruedas siguió junto a los 4/4 hasta 1952.[1]

- 1938: Para complementar a los 2 y 4 plazas deportivos, se introduce un Cabriolé  (drop head coupe), modelo con capota menos rudimentaria.

- 1939/45: Segunda Guerra Mundial; durante este periodo la fábrica de Morgan fabricó armamento y partes de repuestos para sus vehículos.

- 1945: La producción de Morgan en la posguerra comienza nuevamente con el modelo de Cuatro Cuatro cual se motoriza con un Standard Special 1267 cc.

- 1950: Introducción del Plus 4 con motor más potente Standard Vanguard de 2088 cc y 68 bhp, y varias innovaciones como chasis reforzado, frenos hidráulicos Girling y suspensión mejorada, el coche obtuvo un éxito inmediato, aceleración de 0 a 60 era de 17.9 segundos y velocidad máxima sobre los 85  mph (137 kph). Este año se decidió abandonar la producción de los tres ruedas.

- 1954: El radiador se esconde debajo de un morro más aerodinámico y estilizado sustituyendo el radiador recto de la Serie I, el motor Standard Vanguard se reemplaza por uno del Triumph TR2 de 1991 cc proveyendo 90 bhp, la aceleración de 0 a 60 mph aumenta a de 13.3 segundos y la velocidad máxima sobre los 100 mph (161 kph).

- 1955: Se reintroduce el 4/4 como Series Dos, con mejoras mecánicas aunque siempre manteniendo sus características ultraligeras de esta línea y sus motores más pequeños, en este caso un 1122 cc Ford 100E que producía 36 hp con una caja de cambios de tres velocidades, este deportivo dirigido al nicho de entusiastas con medios modestos.

- 1956: En el Plus 4 el motor del Triumph TR2 es remplazado por uno del TR3 de 100 bhp. Cuando equipados con carrocerías de aluminio estos coches eran muy veloces.

- 1960: Se estandarizan frenos a disco delanteros Girling de 11 pulgadas introducidos en 1959.

- 1961: Se lanza al mercado el Plus 4 Super Sports con motor Triumph TR de alta eficiencia con dos carburadores Weber 42 DCOE con doble cebador montado sobre un colector de admisión especial y cuádruple colector de escape con tubos de escape de doble salida produciendo 116 caballos de fuerza sin precedente a 5500 rpm. Velocidad máxima alcanza a 115-118 mph. La cuarta edición del 4/4 es lanzado con un nuevo motor Ford Kent 109E de 1340 cc del Ford Consul Classic.

- 1962: Se lanza al mercado el Plus 4 con el motor Triumph TR4 de 2138 cc, cual fue opcional en 1961.

- 1963: Debuta en el Earls Court Exhibition Centre el no muy querido Plus 4 Plus; un cupé de fibra de vidrio con motorización TR4, es el primer morgan con parabrisas curvado y ventanillas laterales con elevalunas manuales, solo 26 son construidos en dos años.

- 1965: Hasta el final de su producción, el Plus 4 ahora tiene un motor TR4A.

- 1968: El Plus 8 sale a la venta con un compacto motor Rover V8 3.5 litros (3529 cc) con 160 bhp a 5200 rpm y caja manual Moss de cuatro marchas, el coche fue una revelación, producía 160 bhp que le permitía alcanzar 125 mph (240 km/h) con una aceleración de 0 a 62 mph (0 a 100 km/h) en 6,7 segundos y a 90 mph en 14.5 segundos, interesantemente al Jaguar E-Type  4.2 litros le toma 15.1 segundos a los 90. El 4/4 Serie 5 es ahora el 4/4 1600 con motor Ford Kent de 1599 cc. Un modelo de competencia, el 1600 GT,  estaba disponible por pedido especial.

- 1972: El Plus 8 es equipado con caja de cambios Rover 2000 de cuatro velocidades.

- 1975: El Plus 8 Sports Lightweight, edición ligera está disponible; solo 19 son fabricados.

- 1976: El Plus 8 se introduce con un motor del Rover SD1 V8 con 155 bhp a 5200 revoluciones y caja de cambios manual de cinco marchas Rover LT77, la anchura del coche aumenta a 62 pulgadas para acomodar ruedas 6.0" x 14". Paneles de aleación de aluminio son opcional.

- 1982: Al 4/4 se le coloca un motor Ford CVH de 1.6 litros del Ford Escort XR3 con modificaciones para montarlo en posición longitudinal con potencia de 97 bhp (72 kW) a 6.000 rpm y una aceleración de 0 a 60 en alrededor de 10.0 segundos

- 1983: Sistema de inyección de combustible es opcional en el Plus 8, potencia aumenta a 190 bhp a 5.280 rpm.

- 1985: El Plus 4 es reintroducido con un motor Fiat de 2.0 litros con doble árbol de levas con Sistema de inyección del combustible y 122 bhp. Su velocidad máxima ronda los 112 mph.

- 1987: Inyección de combustible es equipo estándar en el Plus 8.

- 1988: Se introduce el Plus 4 M16 con motor Rover M16 de 2.0 litros de 140 bhp y caja de cinco velocidades.

- 1990: El Plus 8 ahora es disponible con motor de 3.9 litros (3.946 cc) del Range Rover Vogue SE produciendo 190 bhp a 4,750.

- 1992: El Plus 4 adopta el chasis más amplio del Plus 8. Éste ahora tiene amortiguadores traseros telescópicos. El motor Rover T16 reemplaza la unidad M16 anterior del Plus 4.

- 1993: El 4/4 es dotado de un motor Ford Zetec de 1.8 litros y 114 bhp a 5.750 rpm con cinco cambios que le permite desarrollar una velocidad máxima de 111 mph y una aceleración de 0-60 mph en 7.8 segundos, resultados similares al actual 4/4.

- 1997: Motor Range Rover V8 4.6 GEMS (4.552 cc) y 220 bhp es opcional para el Plus 8 (y ofrecido durante solo dos años), mientras todos los coches tienen puertas más largas y una y un tablero rediseñado para bolsas de aire.

- 2000: El Plus 4 cesa la producción, aunque es resucitado en 2004 con motorización Ford Duratec de 2 litros. El Morgan Aero 8 es introducido en el Salón del Automóvil de Ginebra, con un chasis de aluminio, suspensión independiente y todo impulsado por un motor BMW V8 de 4.4 litros V8 que produce 286 hp a 5.500 rpm, un cambio radical de los tradicionales Morgans. Su estilo es polémico ya que está en la categoría de los que unos lo aman y otros odian. Aceleración de 0-60 mph en 4.8 segundos con una velocidad máxima de 151 mph.

- 2002: Edición conmemorativa Le Mans ’62 del Plus 8;  40 son hechos.

- 2003: Edición de aniversario del Plus 8 celebrando 35 años de la producción.

- 2004: Finales de producción del Plus 8 después 6233 fabricados; es sustituido por el Roadster, con motorización Ford V6 de 3.0 litros del Mondeo ST220, produce 225 hp con una aceleración de 0-60 mph en 4.9 segundos con una velocidad máxima de 134 mph. Comienza nuevamente la producción del Plus 4 con motorización Ford Duratec  de 2 litros.

- 2005: Se anuncia el proyecto LIFECar el cual promete demostrar un coche deportivo de alta performance impulsado por motor de hidrógeno (ver: Pila de combustible) y cero emisiones.[8]

- 2008: El Morgan 4/4 celebra su cumpleaños número 72, un récord mundial para una continua producción en funcionamiento, introduciendo una nueva versión: el 4/4 Sport con un motor altamente eficiente Ford Sigma de 1.6 litros y 115 hp.

- 2009: Morgan celebra su centenario con un coche de pedales; SuperSport Junior destinado a niños de entre 6 y 13 años.[9]

## Modelos actuales

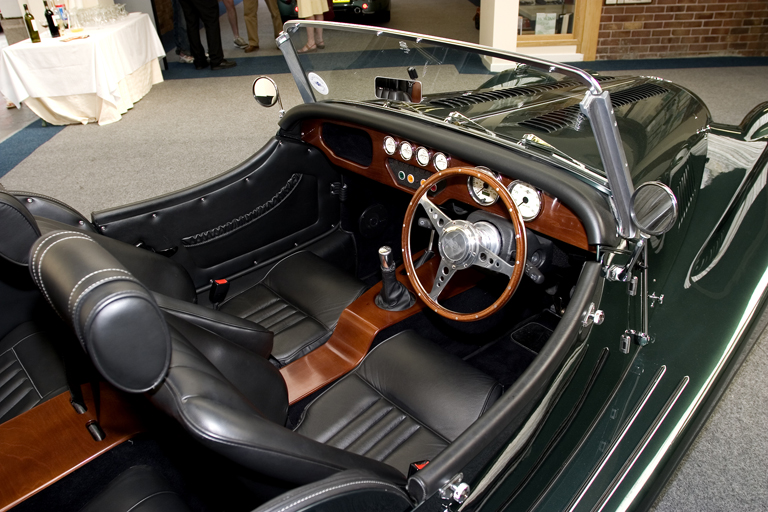
Morgan Roadster cuatro plazas actual

### Gama clásica
Todos los modelos de la gama clásica de Morgan Motor Company se componen de motor central delantero–tracción trasera,  carrocería en aluminio, maderas de fresno, tapicería en cuero y volante en madera.
- 4/4 Sport

El Morgan 4/4 ha estado en producción continua desde 1936, la denominación 4/4 aparece en esta fecha cuando se diseña el primer 4 ruedas y 4 cilindros que fabrica Morgan y así diferenciarlos de los «Three Wheelers» fabricados hasta ese momento. En 1954 se sustituye al radiador recto por una parrilla estilizada y más aerodinámica ubicando el radiador dentro de la misma. Desde sus principios el 4/4 hace referencia al motor más pequeño de cilindrada dentro de toda la gama, la capacidad del motor ha ido aumentado desde su motor original Coventry Climax de 1122cc hasta los actuales Ford Sigma de 1.6 litros de 110hp (82kW) de características muy ligeras lo cual hace que el vehículo tenga un peso total por debajo de los 800kg. Se destaca además por tener una carrocería en aluminio montada sobre una suspensión más baja.
Y ya que su ligereza es su dote primordial, el 4/4 no viene equipado con exceso de «bagage», sino viene desnudado a lo esencial, aunque equipado con butacas en cuero, selección a seis colores, salpicadero del mismo color de la carrocería y llantas de radios pintadas en negro. El modelo 4/4 Sport está disponible solamente en dos plazas.
El 4/4, al no poseer caballos desbocados y por su ligereza, crea una combinación de bajo impacto ambiental.
- Plus 4

El Morgan Plus 4 (o +4), introducido originalmente en 1950, con una serie de motores de Standard Vanguard y Triumph TR, estableció la fundación del actual suceso de la empresa de coches de época llamada Morgan Motor Company.
El Morgan Plus 4 se fabricó entre 1950 y 1969, resucitó en 1985 hasta el 2000 y en el 2005 la producción fue reactivada nuevamente equipándolo con un motor Ford de 4 cilindros de 1.8 litros produciendo 125hp (93kW). Actualmente está equipado con un motor de 2 litros y 145hp (106kW), el salpicadero es de madera de fresno y las llantas de radios plateados, carrocerías disponibles son tipo sport descapotable de dos y cuatro plazas.
- Roadster

El Roadster de dos o cuatro plazas lo propulsa un moderno motor Ford V6 «Duratec 30» de 3 litros produciendo 203hp (150kW). El Roadster sustituye al mítico Plus 8.

#### Especificaciones
| Modelo        | Motor     | Potencia                | Llantas    | Neumáticos | Distancia entre ejes | Longitud       | Anchura         | Altura        | Peso           | Velocidad máxima | Aceleración                | Consumo                                                                                          | CO2     |
| ------------- | --------- | ----------------------- | ---------- | ---------- | -------------------- | -------------- | --------------- | ------------- | -------------- | ---------------- | -------------------------- | ------------------------------------------------------------------------------------------------ | ------- |
| 1.6 4/4 Sport | 1595cc 4L | 110hp (82kW) a 6000rpm  | 5.0" x 15" | 165/80T 15 | 2438mm (96in)        | 4010mm (158in) | 1610mm (63.4in) | 1245mm (49in) | 795kg (1752lb) | 185km/h (115mph) | 0-100km/h (0-62mph) 8.0sg. | Ciudad: 8.3 1/100km (34.3mpg) Carretera: 4.9 1/100km (58.4mpg) Combinado: 6.2 1/100km (45.9mpg)  | 140g/km |
| 2.0 Plus 4    | 1999cc 4L | 145hp (106kW) a 6000rpm | 6.0" x 15" | 195/60H 15 | 2438mm (96in)        | 4010mm (158in) | 1610mm (63.4in) | 1245mm (49in) | 877kg (1933lb) | 189km/h (118mph) | 0-100km/h (0-62mph) 7.5sg. | Ciudad: 10.2 1/100km (27.9mpg) Carretera: 5.6 1/100km (50.8mpg) Combinado: 7.3 1/100km (39.0mpg) | 172g/km |
| 3.0 Roadster  | 2967cc V6 | 203hp (150kW) a 6000rpm | 6.5" x 15" | 205/55H 15 | 2438mm (96in)        | 4010mm (158in) | 1610mm (63.4in) | 1245mm (49in) | 938kg (2069lb) | 215km/h (134mph) | 0-100km/h (0-62mph) 4.9sg. | Ciudad: 13.9 1/100km (20.4mpg) Carretera: 7.4 1/100km (38.5mpg) Combinado: 9.8 1/100km (29.0mpg) | 225g/km |

### Morgan Three Wheeler«Morgan tres ruedas»

2011 Morgan Threewheeler, Salón del Automóvil de Ginebra 2011

La Morgan Motor Company anunció en el Salón del Automóvil de Ginebra que pondrá en lanzamiento el Morgan Three Wheeler «Morgan tres ruedas» en 2011.  Se dice que el tres ruedas inicialmente tendrá un motor Harley-Davidson Screaming Eagle V-twin y una transmisión manual de 5 velocidades de Mazda,  y se estima suministrar 100 caballos de fuerza (75 kW) a la rueda trasera.  Sin embargo, el prototipo que se presentó en Ginebra tenía un motor S & S. La producción de los 3 ruedas tendrán motores S & S. Con un peso en vacío que se estima en menos de 500 kilogramos (1.102 libras),  la aceleración de cero a 60 millas por hora (97 km / h) calculada por Morgan se produce en 4,5 segundos, con una velocidad máxima de 115 millas por hora (185 km / h).  El tres ruedas va a ser homologado como una moto en los Estados Unidos. 550 desembolsos iniciales se han tomado desde que se anunció en el 2010. Se espera que las entregas a clientes comiencen en 2013.

### Gama moderna

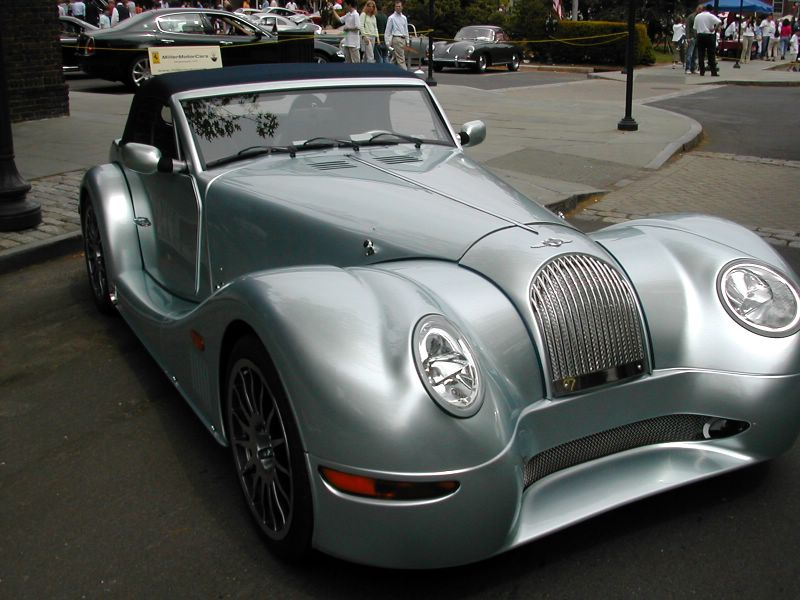
Morgan Aero 8

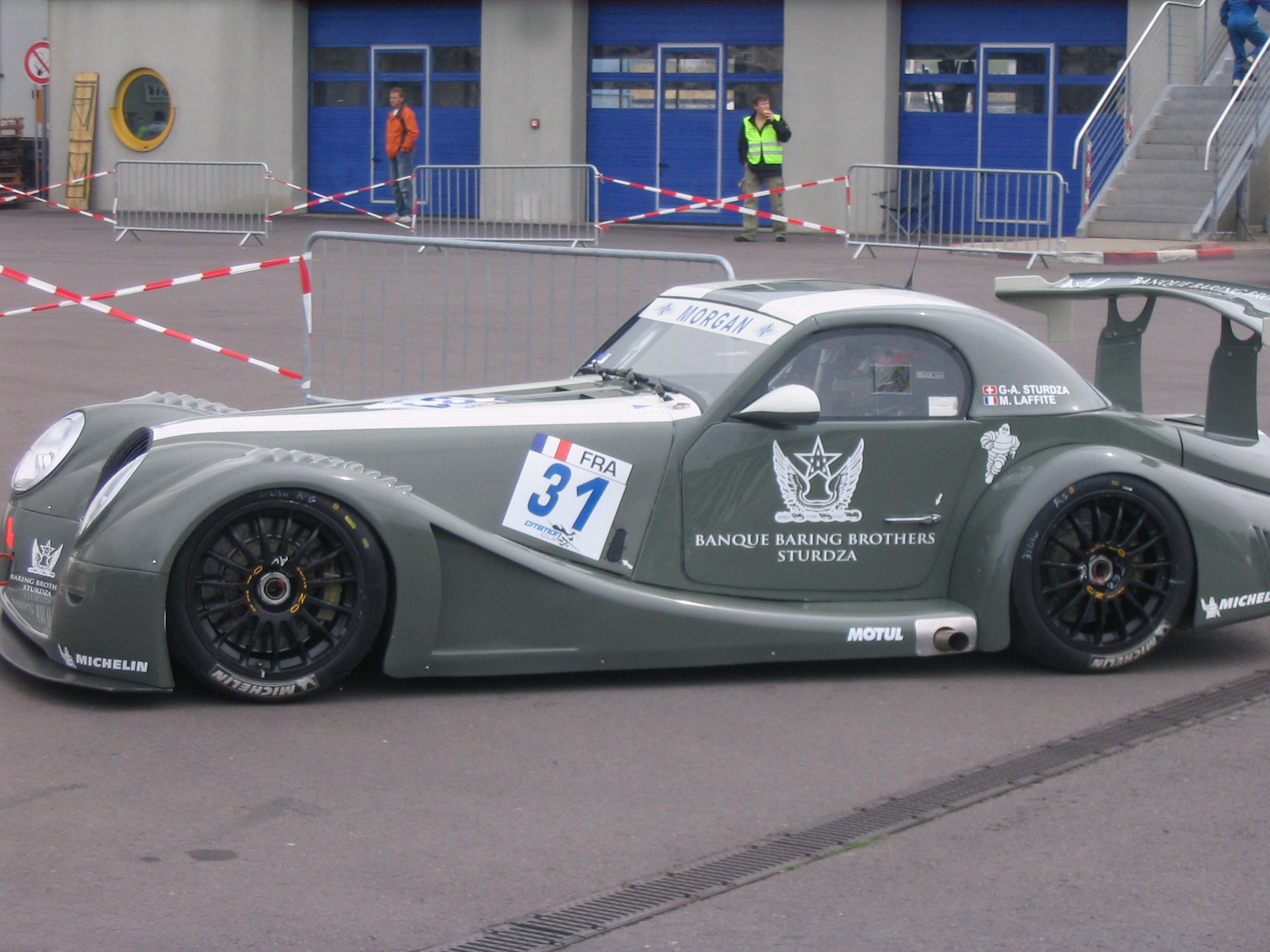
Morgan Aero 8 GT3.

- Aero 8
- AeroMax
- LIFEcar

### Versión eléctrico

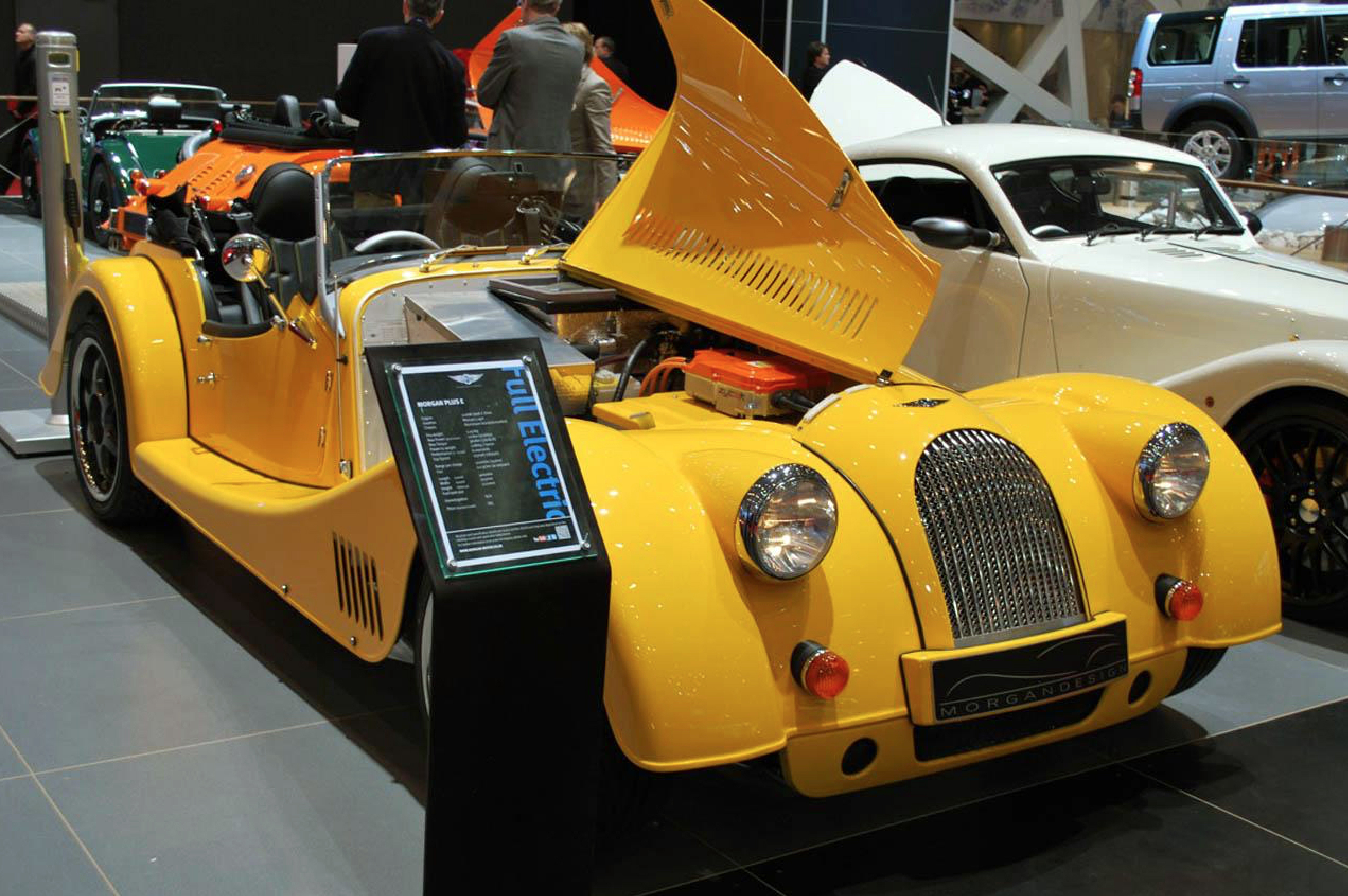
Morgan Plus E.

En el Salón del Automóvil de Ginebra de 2012 se presentó el Morgan Plus E, una versión eléctrica del modelo Plus.
Tiene un motor de 70 kW que le proporciona una potencia de 94 CV. La velocidad máxima es de 185 km/h, acelera de 0 a 100 km/h en 6 segundos y la batería de 74 kWh le proporciona una autonomía de aproximadamente 200 km.